# Olga Voshchakina
Olga Borisovna Voshchakina est une escrimeuse soviétique née le 27 janvier 1961 à Novossibirsk.

## Palmarès

### Championnats du monde
- Médaille d'or en fleuret par équipe aux Championnats du monde 1986 à Sofia
- Médaille d'argent en fleuret par équipe aux Championnats du monde 1989 à Denver
- Médaille de bronze en fleuret individuel aux Championnats du monde 1986 à Sofia
- Médaille de bronze en fleuret par équipe aux Championnats du monde 1985 à Barcelone